# Pierre-qui-Chôme
La Pierre-qui-Chôme, appelée aussi Roche-qui-Chôme ou Gravier de Saint-Pierre, est un menhir situé à Laillé dans le département français d'Ille-et-Vilaine.

## Description
Le menhir est constitué d'un bloc de schiste en forme d'obélisque. Il mesure 4,20 m de long sur 1,90 m de large et 0,80 à 1 m d'épaisseur. Il a été renversé par un chercheur de trésor en 1870.